# 릭 플래그
릭 플래그(Rick Flag)는 DC 코믹스가 발행하는 만화책의 등장인물이다. 동명의 이름으로 아버지, 아들, 손자로 이루어져 있다. 아버지는 수어사이드 스쿼드의 일원으로, 나중에 태스크 포스 X의 일원으로 활동하게 된다. 아들은 포가튼 히어로스의 일원으로 활동하게 된다.